# 魯弘瑜
魯弘瑜（？—？），會稽人，清朝政治人物。附貢出身。
雍正八年，接替王企堂。擔任江蘇荆溪縣知縣。后由張彬接任。